# جارت آلن
جارت آلن (انگلیسی: Jarrett Allen؛ زادهٔ ۲۱ آوریل ۱۹۹۸) بازیکن بسکتبال اهل ایالات متحده آمریکا است.
از باشگاه‌هایی که در آن بازی کرده‌است می‌توان به بروکلین نتس اشاره کرد.
وی در مسابقات کشوری و بین‌المللی در مجموع برندهٔ ۱ مدال طلا شده‌است.